# メチルトリオキソレニウム(VII)
メチルトリオキソレニウム(VII) (英: methyltrioxorhenium(VII)) または三酸化メチルレニウム、メチルレニウムトリオキシド (英: methylrhenium trioxide) は、化学式が CH3ReO3 と表される有機金属化合物である。揮発性の無色の固体で、いくつかの室内実験において触媒として使われる。
レニウムは1つのメチル基と3つのオキソ基が結合した四面体形構造をとっており、その酸化数は+7である。

## 合成
メチルトリオキソレニウム(VII)は商業的に利用可能である。多くのルートで合成でき、典型的な合成法は Re2O7 と テトラメチルスズの反応である。
{\displaystyle {\ce {Re2O7\ + (CH3)4Sn -> CH3ReO3\ + (CH3)3SnOReO3}}}
同様のアルキル、アリール誘導体が知られている。RReO3 型の化合物は、ハロゲン化物やアミンと1:1または1:2付加物を形成するルイス酸である。

## 利用
メチルトリオキソレニウム(VII)は、様々な変換に対して不均一触媒として作用する。Al2O3 または SiO2 に担持されたものは、25 °Cでオレフィンメタセシスを触媒する。
溶液中のメチルトリオキソレニウム(VII)は過酸化水素とともに酸化触媒として用いられる。末端アルキンを対応する酸あるいはエステルに、内部アルキンをジケトンに、アルケンをエポキシドに変換する。また、アルケンのアルデヒドおよびジアゾアルカンへの変換を触媒する。